# Municipio de Sigourney
El municipio de Sigourney (en inglés: Sigourney Township) es un municipio ubicado en el condado de Keokuk en el estado estadounidense de Iowa. En el año 2010 tenía una población de 2249 habitantes y una densidad poblacional de 44,47 personas por km².

## Geografía
El municipio de Sigourney se encuentra ubicado en las coordenadas 41°19′4″N 92°14′15″O / 41.31778, -92.23750. Según la Oficina del Censo de los Estados Unidos, el municipio tiene una superficie total de 50.57 km², de la cual 50,55 km² corresponden a tierra firme y (0,03 %) 0,02 km² es agua.

## Demografía
Según el censo de 2010, había 2249 personas residiendo en el municipio de Sigourney. La densidad de población era de 44,47 hab./km². De los 2249 habitantes, el municipio de Sigourney estaba compuesto por el 98,22 % blancos, el 0,76 % eran afroamericanos, el 0,18 % eran amerindios, el 0,27 % eran asiáticos, el 0,18 % eran de otras razas y el 0,4 % eran de una mezcla de razas. Del total de la población el 0,53 % eran hispanos o latinos de cualquier raza.